# Пики (Торино)
Пики је насеље у Италији у округу Торино, региону Пијемонт.
Према процени из 2011. у насељу је живело 80 становника. Насеље се налази на надморској висини од 528 м.